# Penisola Coppermine
La penisola Coppermine è un aspro promontorio roccioso che forma l'estremità nord-occidentale della penisola di Alfatar e dell'isola Robert nelle Isole Shetland Meridionali, in Antartide. La penisola si trova tra lo stretto degli inglesi a ovest e la baia Carlota a est ed è lunga 1,7 km e larga 500 m, con il punto più alto che arriva a 105 m.
La penisola Coppermine è collegata alla penisola di Alfatar a sud-est da un istmo delimitato dalla baia Carlota a nord e dalla baia Coppermine a sud-est. La penisola e la vicina baia prende il nome dall'appellativo con che cacciatori di foche diedero alla zona nel 1821 vista la colorazione color rame delle lave e dei tufi presenti.

## Area Specialmente Protetta dell'Antartide
La penisola Coppermine ha un regime di protezione ambientale speciale nell'ambito del Trattato Antartico. Tutto il territorio a ovest della linea nord-sud attraverso l'istmo tra la baia Carlota e la baia Coppermine è stata designata come Area Specialmente Protetta dell'Antartide (codice ASPA 112).
L'area è biologicamente ricca e supporta un'ampia gamma di comunità vegetali con fauna invertebrata associata. Una caratteristica eccezionale della vegetazione è un tappeto di 1,5 ettari di muschi Calliergon sarmentosum, Calliergidium austrostramineum e Sanionia uncinata, sovrastante uno spesso strato di torba umida, uno dei banchi di muschio continui più grandi dell'Antartico. Ci sono un gran numero di licheni ed è presente l'erba antartica, una delle due angiosperme presenti in Antartide.
Gli uccelli che nidificano nel sito includono il pigoscelide antartico, l'ossifraga del sud, l'uccello delle tempeste di Wilson, la Sterna vittata, lo zafferano meridionale e lo stercorario antartico. L'istmo è inoltre un sito di ritrovo per gli elefanti marini del sud, per le foche di Weddell e per l'otaria orsina antartica.